# Anopliomorpha rinconium
Anopliomorpha rinconium là một loài bọ cánh cứng trong họ Cerambycidae.